# اندیس گرافیت هامانه
گرافیت هامانه یک اندیس غیرفلزی است که در  استان یزد قرار دارد و مادهٔ معدنی موجود در آن، گرافیت است.سنگ میزبان این اندیس ماسه سنگ و سیلستون و شیل است و دیرینگی آن به دوران ژوراسیک می‌رسد.